# Eschmeyer nexus
Eschmeyer nexus är en fiskart som beskrevs av Poss och Springer, 1983. Eschmeyer nexus ingår i släktet Eschmeyer och familjen Eschmeyeridae. Inga underarter finns listade i Catalogue of Life.